# نوئل کرول

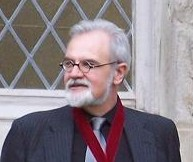
نوئل کرول

نوئل کرول (به انگلیسی: Noël Carroll) (زادهٔ ۱۹۴۷) فیلسوف آمریکایی، نظریه‌پرداز هنر و سینما و روزنامه‌نگار است که از مهم‌ترین چهره‌های فلسفهٔ هنر معاصر در نظر گرفته می‌شود. او دکترای مطالعات سینمایی خود را در سال ۱۹۷۶ از دانشگاه نیویورک و با دفاع بر روی تز تحلیل فیلم ژنرال باستر کیتون دریافت کرد، همچنین، دکترای فلسفه‌اش را در سال ۱۹۸۳ از دانشگاه ایلینوی شیکاگو دریافت کرد. او اغلب به خاطر فعالیتش در زمینه‌های فلسفهٔ هنر و تئوری رسانه‌ها شناخته می‌شود، اما به عنوان یک روزنامه‌نگار نیز مقلات بسیاری در نشریات شیکاگو ریدر، تالار هنر، در زمان ما، مجلهٔ رقص، اخبار هفتگی سوهو و صدای روستا منتشر کرده‌است.
او از سال ۲۰۰۲ به عنوان استاد ممتاز (distinguished professor) در دانشگاه شهری نیویورک (CUNY) به تدریس و پژوهش مشغول است.

## نظریات سینمایی
نوئل کرول در کنار نظریه‌پردازان دیگری چون دیوید بوردول، گرگوری کوری، توربن گوردال، ادوارد برانیگان، موری اسمیت و کریستین تامسون در زمرهٔ نظریه‌پردازان نظریهٔ شناختی محسوب می‌شوند؛ یعنی نوعی شکل‌گرایی که تفسیرهای روانکاوانه و نشانه‌شناسانه را کنار می‌گذارد. کرول از این جهت مبدع پسا نظریه است. پسا نظریه نوعی نظریهٔ سینمایی است که با تحلیل‌های تأویلی، روانکاوانه، نشانه‌شناسی و زبان‌شناسی مخالف است و خاصه نگاه و نگرش طرفداران ژاک لاکان، رولان بارت و لویی آلتوسر را در سینما نمی‌پذیرد. در مقابل اینگونه نگرش‌های تفسیری، کرول در تفسیر هنری به کنش عقلانی مخاطب معتقد است. به باور او، مخاطب برای فهم هنر از روندهایی مشابه با روندهای تفسیر در زندگی روزمره استفاده می‌کند. از این رو برای کرول تحلیل فرایندهای شناختی انسان در درک و فهم فرایند تماشاگری در سینما مهم است.

## گزیدهٔ کتاب‌شناسی
- مسایل فلسفی نظریه کلاسیک فیلم (۱۹۸۸)
- فیلم‌های رازآمیز: هوس‌ها و سفسطه‌ها در نظریهٔ فیلم معاصر (۱۹۸۸)
- فلسفهٔ وحشت یا تناقض قلب (۱۹۹۰)
- نظریه‌پردازی در باب تصویر متحرک (۱۹۹۶)
- پسا نظریه: بازسازی نظریه فیلم (۱۹۹۶) همراه با دیوید بوردول
- فلسفهٔ هنرهای توده‌ای (۱۹۹۸)
- تفسیر تصویر متحرک (۱۹۹۸)
- فلسفهٔ هنر: دیباچهٔ معاصر (۱۹۹۹)
- نظریهٔ هنر معاصر (۲۰۰۰)
- فراسوی زیبایی‌شناسی: مقالات فلسفی (۲۰۰۱)
- کابرد تصویر متحرک (۲۰۰۳)
- فلسفه فیلم و تصویر متحرک (۲۰۰۶)
- فلسفهٔ تصویر متحرک (۲۰۰۸)

## آثار ترجمه‌شده به فارسی
- درباره نقد، ترجمه صالح طباطبایی، نشر نی، (1387)
- هنر و قلمرو اخلاق، ترجمه محسن کرمی، نشر ققنوس، (1392)
- درآمدی بر فلسفه هنر، ترجمه صالح طباطبایی، متن، (1393)
- فیلمسفه: فلسفه فیلم‌ساخته، ترجمه محسن کرمی، انتشارات نیلوفر، (1400)

## فهرست منابع
- ویکی‌پدیای انگلیسی